# 静岡県道259号磐田竜洋線
静岡県道259号磐田竜洋線（しずおかけんどう259ごう いわたりゅうようせん）は、静岡県磐田市を通る一般県道である。

## 概要

### 路線データ
- 陸上距離 : 6.9km
- 起点 : 磐田市中泉（静岡県道56号磐田停車場線交点）
- 終点 : 磐田市掛塚（国道150号交点）

## 重複区間
- 静岡県道260号磐田停車場長野線 (0.8km)

## 通過する自治体
- 静岡県
  - 磐田市

2005年（平成17年）4月に豊田町・竜洋町が磐田市と合併する以前は、市町の境界線が複雑だったため、通ると、磐田市→豊田町→磐田市→竜洋町になっていた。

## 主な接続路線
起点から順に
- 静岡県道260号磐田停車場長野線
- 静岡県道262号豊田竜洋線